# 索索尼夫卡
49°38′11″N 35°52′58″E / 49.63639°N 35.88278°E
索索尼夫卡（烏克蘭語：Сосонівка）是位於烏克蘭東部的村莊，由哈爾科夫州哈爾科夫區的新沃多拉哈市鎮負責管轄。該村始建於1805年，面積0.42平方公里，海拔高度179米，2001年人口314，人口密度每平方公里747.6人。